# Coup d'État de 1981 au Ghana
Le coup d'État de 1981 au Ghana est une prise de contrôle réussie du gouvernement ghanéen menée par le lieutenant Jerry Rawlings de l'armée de l'air, renversant l'administration du président Hilla Limann et établissant le Conseil provisoire de défense nationale (en) (PNDC).
Le deuxième des deux coups d'État orchestrés par Jerry Rawlings (le premier ayant eu lieu en 1979), est motivé par le mécontentement de ce dernier à l'égard de la gestion du pays sous l'administration Limann, alors que la situation économique du Ghana, en proie à une dette extérieure croissante et à une hyperinflation, continue de se détériorer sans aucun changement politique réel promis. Le 31 décembre 1981, Jerry Rawlings intervient une fois de plus dans un coup d’État soutenu par la gauche, remplaçant le gouvernement par le PNDC et cherchant à transformer le pays en un État marxiste.
Au cours des premières années du régime du Conseil provisoire de défense nationale, qui va durer 11 ans, le Ghana découvre le communisme, avec la création de conseils ouvriers et le recours à l'Union soviétique pour obtenir du soutien. Ces efforts sont cependant rapidement abandonnés, Jerry Rawlings alors au pouvoir faisant volte-face et revenant sur les politiques passées en poursuivant des politiques économiques libérales, telles que: la dévaluation de la monnaie nationale, la privatisation des entreprises publiques, mettre en œuvre des programmes de relance économique (PRE) et des programmes d’ajustement structurel (PAS) soutenus par l’Occident. Ces PRE et PAs, sous la direction du Fonds monétaire international (FMI) et de la Banque mondiale, bien qu'essentiels à la stabilisation économique du Ghana, rencontrent une opposition importante de la part de la gauche et des syndicats, car ces mesures provoquent des augmentations de salaires et des hausses de prix qui réduisent fortement les conditions de vie de la classe ouvrière. En 1987, le Ghana devient un modèle d’ajustement structurel, s’alignant pleinement sur le FMI et la Banque mondiale.
Durant les dernières années du régime, le pays commence à se démocratiser. En 1991, Jerry Rawlings créé l'Assemblée consultative, chargée de rédiger une nouvelle constitution. La Constitution de 1992, qui prévoit une séparation claire des pouvoirs exécutif, législatif et judiciaire, est approuvée à une écrasante majorité par les électeurs le 28 avril 1992. Le 7 janvier 1993, la nouvelle constitution entre finalement en vigueur, marquant la fin du Conseil provisoire de défense nationale et le début de la quatrième République ghanéenne.
Le 3 décembre 1992, l'élection présidentielle de 1992 a lieu, il s'agit de la première élection libre et équitable depuis 1979. Candidat du Congrès démocratique national (NDC) nouvellement créé, Jerry Rawlings est élu président du Ghana, remportant plus tard un second mandat lors de l'élection présidentielle de 1996 (en). Conformément à la constitution, il démissionne de la présidence après avoir effectué ses deux mandats début 2001. John Kufuor du Nouveau Parti patriotique (NPP) lui succède, marquant ainsi le premier transfert pacifique du pouvoir dans l'histoire du pays.